# Kirchworbis
Kirchworbis est une commune allemande située dans l'arrondissement d'Eichsfeld en Thuringe.

## Géographie

Situation de Kirchworbis dans l'arrondissement

Kirchworbis est située dans l'est de l'arrondissement, sur le cours supérieur de la Wipper, au sud du Langenberg (altitude : 462 m) dans les monts Ohm. La ville fait partie de la Communauté d'administration d'Eichsfeld-Wipperaue et se trouve à 2 km à l'est de Worbis et à 19 km à l'est de Heilbad Heiligenstadt, le chef-lieu de l'arrondissement.
Communes limitrophes (en commençant par le nord et dans le sens des aiguilles d'une montre) : Leinefelde-Worbis, Breitenworbis et Gernrode.

## Histoire
La plus ancienne mention écrite de Kirchworbis date de 1209 sous le nom de Kirchworvece, nom sans doute d'origine slave (wrba signifiant pâturage).
Dès 1276, le village entre dans la dépendance de Heiligenstadt et, partant, de celle de l'Électorat de Mayence jusqu'en 1802 et à la sécularisation voulue par Napoléon Ier. Le village est alors intégré à la province de Saxe dans le royaume de Prusse.
En 1945, après la seconde Guerre mondiale, il fait partie de la zone d'occupation soviétique et, en 1949, il rejoint l'arrondissement de Worbis, dans le district d'Erfurt en RDA.

## Démographie
| 1910  | 1933  | 1939  | 1995  | 2000  | 2005  | 2010  |
| ----- | ----- | ----- | ----- | ----- | ----- | ----- |
| 1 415 | 1 534 | 1 484 | 1 522 | 1 512 | 1 499 | 1 381 |